# People's Choice Awards 1997
La 23ª edizione dei People's Choice Awards, presentata da Don Johnson e Roma Downey, si è svolta al Pasadena Civic Auditorium il 12 gennaio 1997 ed è stata trasmessa dalla CBS.
In seguito sono elencate le categorie. Il relativo vincitore è stato indicato in grassetto.

## Cinema

### Film drammatico preferito
- Independence Day, regia di Roland Emmerich
- Il momento di uccidere (A Time to Kill), regia di Joel Schumacher
- Twister, regia di Jan de Bont

### Film commedia preferito
- Il professore matto (The Nutty Professor), regia di Tom Shadyac
- Il club delle prime mogli (The First Wives Club), regia di Hugh Wilson
- Piume di struzzo (The Birdcage), regia di Mike Nichols

### Attore cinematografico preferito
- Mel Gibson
- Tom Hanks
- Arnold Schwarzenegger – Batman & Robin

### Attrice cinematografica preferita
- Sandra Bullock
- Julia Roberts

## Televisione

### Serie televisiva drammatica preferita
- E.R. - Medici in prima linea (ER)

### Serie televisiva commedia preferita
- Seinfeld
- Friends
- Quell'uragano di papà (Home Improvement)

### Nuova serie televisiva drammatica preferita
- Millennium
- Profiler - Intuizioni mortali (Profiler)
- Relativity

### Nuova serie televisiva commedia preferita
- Cosby
- Spin City
- Susan (Suddenly Susan)

### Soap opera preferita
- Il tempo della nostra vita (Days of Our Lives)
- Febbre d'amore (The Young and the Restless)
- La valle dei pini (All My Children)

### Attore televisivo preferito
- Tim Allen – Quell'uragano di papà (Home Improvement)
- George Clooney – E.R. - Medici in prima linea (ER)
- Jerry Seinfeld – Seinfeld

### Attrice o intrattenitrice televisiva preferita
- Oprah Winfrey – The Oprah Winfrey Show
- Candice Bergen – Murphy Brown
- Helen Hunt – Innamorati pazzi (Mad About You)

### Attore preferito in una nuova serie televisiva
- Bill Cosby – Cosby (ex aequo)
- Michael J. Fox – Spin City (ex aequo)

### Attrice preferita in una nuova serie televisiva
- Brooke Shields – Susan (Suddenly Susan)
- Brandy Norwood – Moesha
- Rhea Perlman – Pearl

## Musica

### Artista maschile preferito
- Garth Brooks

### Artista femminile preferita
- Reba McEntire

## Altri premi

### People's Choice Awards Honoree
- Rob Reiner